# كأس السوبر النرويجي 2009
بطولة كأس السوبر النرويجي 2009 هي النسخة الأولى من بطولة كأس السوبر النرويجي، لعب يوم 8 مارس 2009 في استاد تيلينور أرينا، بين فريق ستابك الفائز بالدوري وفريق فوليرينغا الفائز بكأس النرويج وقد انتهت المباراة بفوز ستابك بالمباراة بنتيجة 3–1 ليحصد لقبه الأول في تاريخ البطولة.
على غرار الدرع الخيرية الإنجليزية كان المقصود من البطولة أن تكون افتتاح الموسم، وأن تذهب العائدات الصافية من كل مباراة للجمعيات الخيرية. في عام 2009 تم التبرع بهذه العائدات إلى اليونيسيف.

## التفاصيل
| ستابك                                    | 3–1 | فوليرينغا      |
| ---------------------------------------- | --- | -------------- |
| دانييل 18' · كوباياشي 38' · بالماسون 56' |     | عبد اللاوي 47' |

| ستابك | فوليرينغا |

| قوانين المباراة - 90 دقيقة. - ركلات جزاء ترجيحية إذا استمرت النتيجة متعادلة. - سبعة لاعبين بدلاء يتم تسجيل أسمائهم. - يمكن استخدام ثلاثة منهم على الأكثر. |